# 建築修復
建築修復是指對不可移動的建築物的修理與維護。它廣義上包括對所有非臨時建築的保養、維修；狹義上指保護、修復重要歷史建築或其他具有代表性的建築，以延長其壽命，延續其實用功能和文化價值，而後一種工作往往需要非工程人員介入。

## 種類
- 管理評估：了解，記錄建築的歷史，文化，藝術價值、結構狀況、損壞程度和環境影響等。
- 結構加固：對建築的結構進行必要的加固和改造，提高其抗震、防火、防水、防風等性能，保障建築的安全性。

- 外觀修復：對建築的外觀進行修復，包括清潔、修補、置換等，以恢復建築的原有風貌。
- 功能更新：在保留建築的基礎上，對建築的功能進行必要的延續或更改，以滿足現代使用需求。